# 王辯
王 辯（おう べん、562年 - 617年）は、中国の隋の軍人。字は警略。本貫は馮翊郡蒲城県。清河郡太守王訓の孫。

## 経歴
北周に仕えて軍功を挙げ、帥都督に任ぜられた。581年、隋が建国されると、大都督に転じた。仁寿年間、車騎将軍となった。604年、煬帝が即位し、漢王楊諒が乱を起こすと、王辯は楊素の下で乱の平定にあたった。武寧県男の爵位を受けた。3年後、尚舎奉御に転じた。609年、吐谷渾に対する征戦に従い、朝請大夫に任ぜられた。数年後、鷹揚郎将に転じた。高句麗遠征では、功績により通議大夫の位を加えられ、まもなく武賁郎将に転じた。
山東で隋末の乱が起こると、上谷の魏刀児が歴山飛を号して、河北を劫略した。煬帝は王辯を召し出して、方策を諮問した。王辯は乱の形勢を論じ対策を述べると、煬帝は喜んで許可した。王辯は歩騎3000を率いて魏刀児を撃敗した。翌年、渤海の高士達が東海公と号して数万人を集めると、また王辯は命令を受けて高士達を破った。煬帝は江都宮にあり、戦勝を聞いて王辯を召しだし、賞賛した。王辯は命令を受けて信都に向かった。高士達が再び戦いを仕掛けてきたので、これを破った。ときに郝孝徳・孫宣雅・時季康・竇建徳・魏刀児らが人々を集めて隋に叛き、大は10万から小は数千にいたるまでの集団を擁し、河北を寇掠していた。王辯は兵を進めてこれらを討ち、行くところすべて戦勝したので、叛乱勢力たちに恐れられた。翟譲が徐州・豫州に侵攻すると、王辯は進軍して、これを討って敗走させた。まもなく翟譲が李密とともに洛口倉に拠ると、王辯は王世充とともに李密を討ち、洛水をはさんで対峙して年を越えた。王辯は諸将を率いて李密を攻め、李密の陣営の薄いところを突いてその外柵を破った。李密の陣営は潰乱し、王辯は勝利に乗じて入城しようとしたが、王世充はそのことを知らず、角笛を鳴らして撤兵させた。その混乱に李密に乗じられ、隋軍は大敗を喫した。王辯は退却して洛水にいたったが、橋はすでに壊されており、やむなく水に入ったが、敗軍の混乱で馬から引きずりおろされ、甲の重みで再び馬に乗ることができず、溺死した。享年は56。

## 伝記資料
- 『隋書』巻六十四 列伝第二十九
- 『北史』巻七十八 列伝第六十六